# Sac plastique

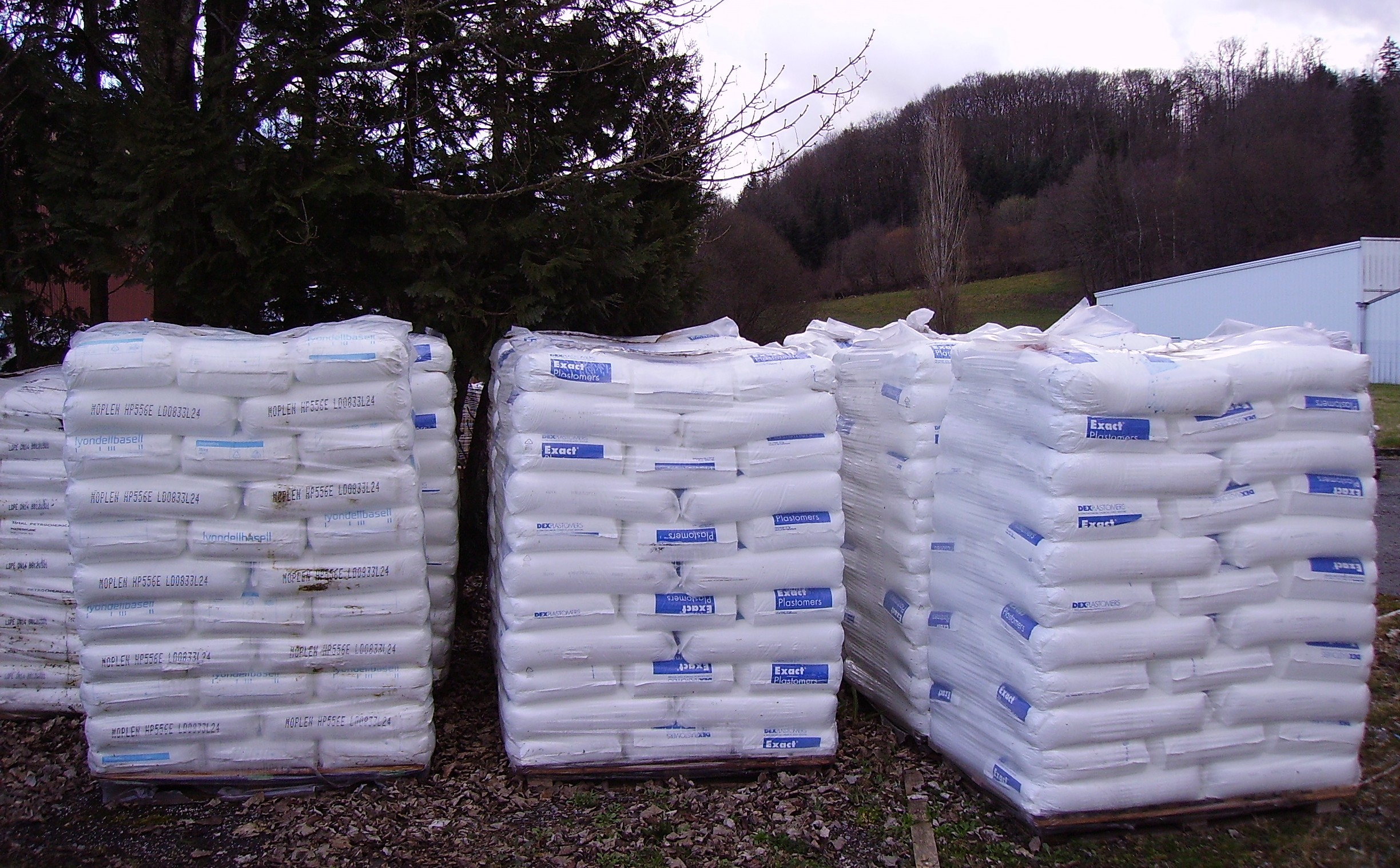
Exemple d'utilisation en industrie (emballage de granulés plastique).

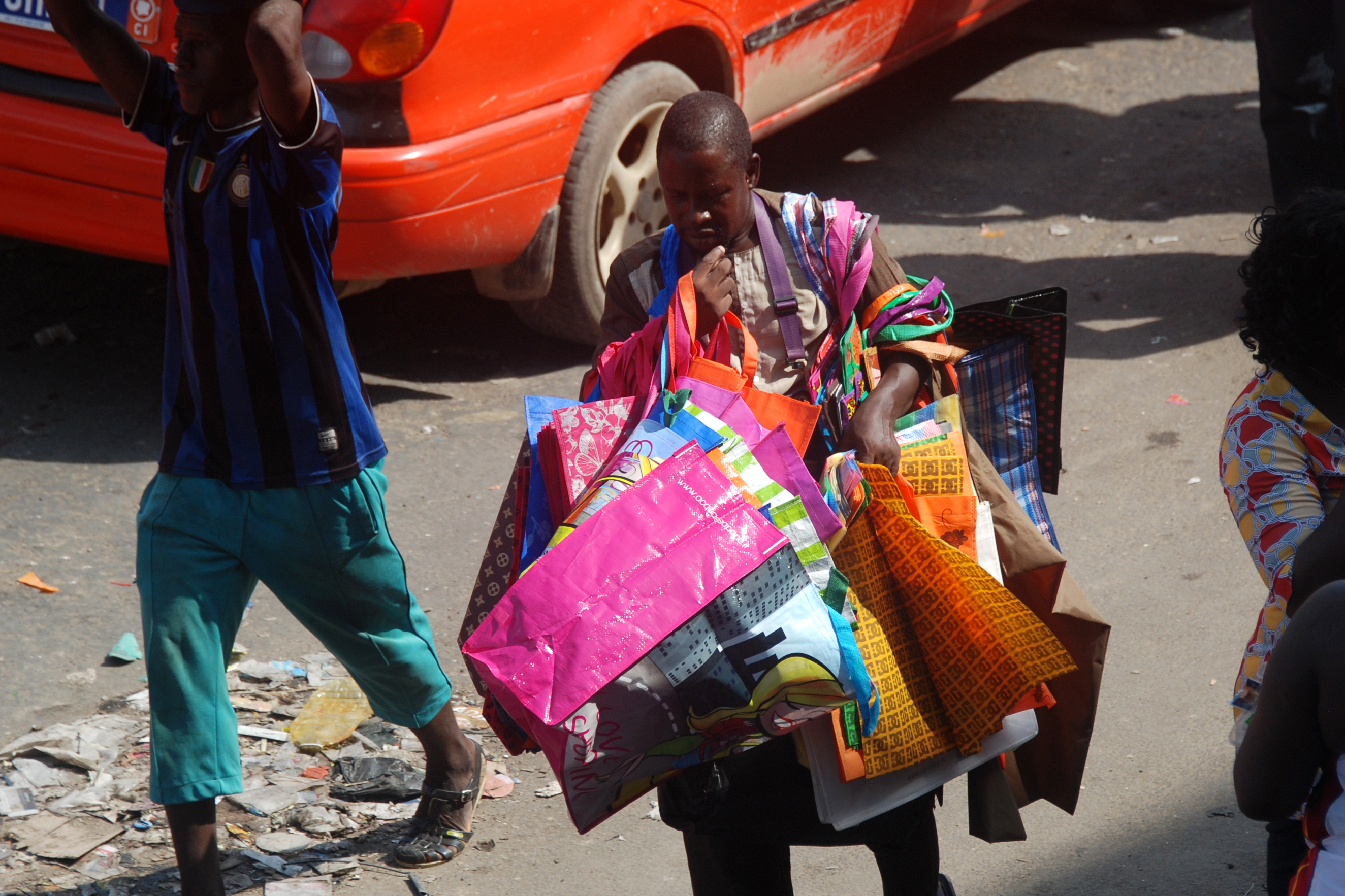
Vendeur de sacs plastique à Abidjan (Côte d'Ivoire).

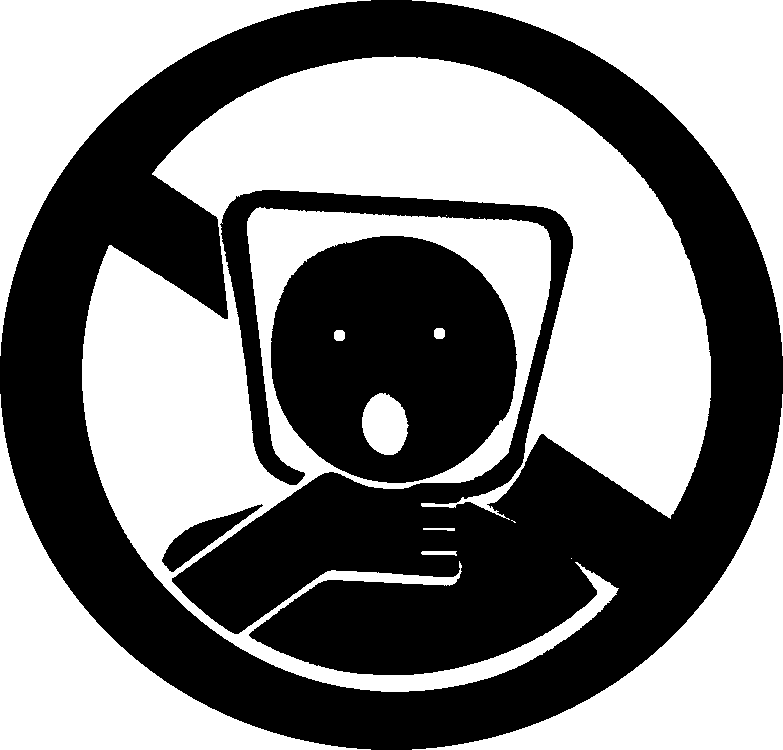
Pictogramme figurant sur un sac plastique afin de prévenir des risques d'asphyxie.

Un sac plastique est un sac léger fabriqué en matière plastique (éventuellement biodégradable) destiné à accueillir divers types de contenu, alimentaire ou non. Les sacs portent différents noms en fonction de l'usage auquel ils sont destinés ; on distingue notamment le sac-poubelle, le sac de caisse, offert, vendu ou prêté par les commerces pour le transport des achats, le sac sous vide, le publisac, etc.
Au début du XXIe siècle, leur fabrication absorbe environ 4 % de la consommation annuelle de pétrole.
Ces sacs, notamment ceux qui sont non biodégradables, posent de nombreux problèmes environnementaux, et particulièrement dans l'environnement marin, ce qui conduit à leur interdiction progressive par de nombreux pays.
Le sac plastique est le plus souvent constitué de polyéthylène d'origine pétrolière.
Des sacs biodégradables (en amidon de pomme de terre et de maïs, à base de sucre de betterave ou d'huile de tournesol…), ainsi que les sacs en papier recyclables sont des alternatives. Il existe aussi des sacs conçus pour se fragmenter en morceaux de plus en plus petits après exposition à la lumière (dits « oxofragmentable », ou « oxodégradables » grâce à un additif généralement à base de cobalt, métal toxique et écotoxique).

## Fabrication

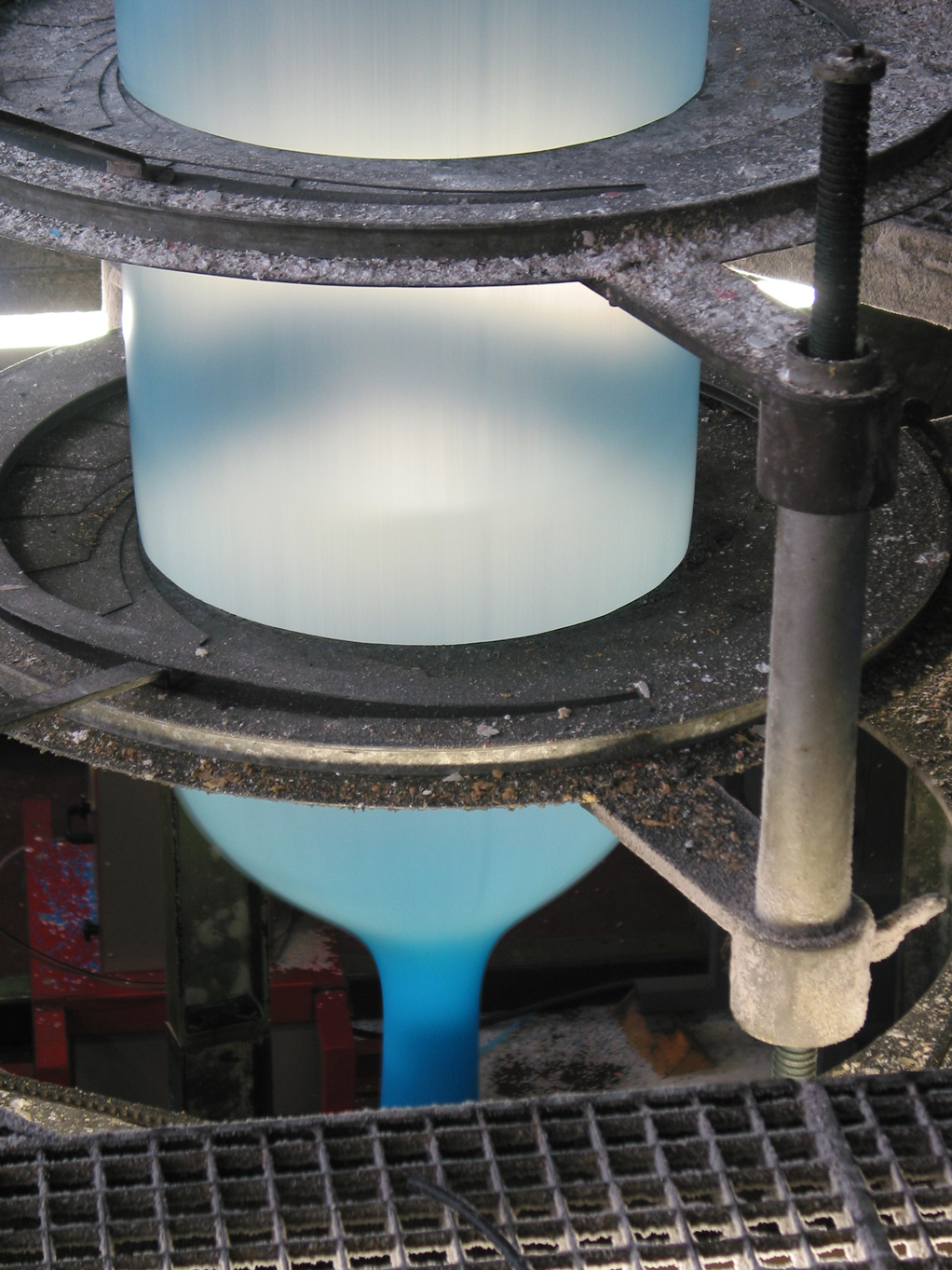
Extrusion-gonflage : bulle cylindrique verticale pour la production de sacs plastique.

Les sacs plastique sont obtenus par le procédé d'extrusion-gonflage. On extrude une paraison à paroi mince qui est ensuite gonflée à l'air en surpression ; on forme ainsi en flux continu une gaine gonflée de film plastique qui, refroidie, va pouvoir être bobinée pour être ensuite imprimée et thermosoudée à une extrémité.
Le sac le plus courant, appelé le « sac bretelle », a un coût de revient d'environ un centime d'euro pièce.

## Impact environnemental

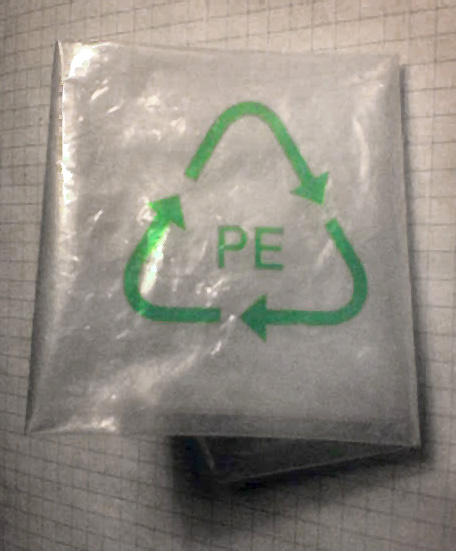
Sac en polyéthylène avec son sigle indiquant la matière.

Au début du XXIe siècle, la production des sacs en plastique représente 4 % de la consommation annuelle de pétrole, une ressource fossile non renouvelable dont la production mondiale stagne (8,7 sacs en plastique contiendraient assez d'énergie en pétrole pour permettre à une automobile de parcourir un kilomètre). Elle consomme de l'eau, et émet des gaz à effet de serre responsables du changement climatique.
Les sacs en plastique emportés par le vent, les inondations et cours d'eau vers la mer comptent pour une grande partie des déchets marins (jusqu'à plus de 95 % du total des objets en plastique comptabilisés en baie de Seine et dans le Golfe de Gascogne en 1992 et 1993). Certains contiennent des colorants ou métaux toxiques.
Envasés ou enfouis dans le sable, leur durée de persistance pourrait être de plusieurs siècles. Ceux qui sont ballotés par les vagues ou contre les rochers finissent par se fragmenter en microplastiques puis potentiellement en nanoplastiques. Avant cela, ils représentent un danger pour les grands organismes marins (tortues, cétacés, thons, etc.) en provoquant leur étouffement ou étranglement ou une mort de faim induite par une fausse sensation de satiété entretenue par un estomac perpétuellement plein. À titre d'exemple, en 2002, l'autopsie par le GECC d'un petit rorqual trouvé échoué à Lestre a montré que son estomac contenait une vingtaine de sacs plastique, soit une surface de 3,95 m2 une fois étalés au sol.
Divers polluants s'adsorbent ou adhèrent à la surface des plastiques en suspension dans l'eau ; ils sont ainsi transportés, parfois à grande distance (distances qui font encore l'objet d'études). De même, ils peuvent transporter des espèces susceptibles de devenir invasives hors de leur habitat naturel.
Selon une étude issue de l'université de la Colombie-Britannique, près de 93 % des fulmars boréaux (oiseaux marins migrateurs de la même famille que l'albatros) échoués sur les côtes de cette province canadienne, de l'État de Washington et de l'Oregon entre octobre 2009 et avril 2010 avaient du plastique dans l'estomac.
De plus, des sacs en plastique obstruent régulièrement certains réseaux d'évacuation ou de gestion des eaux, ce qui aggrave le risque d'inondation et les coûts de gestion des eaux usées et de ruissellement.
Une étude publiée en 2015 et conduite par le Trinity College en Irlande confirme la dangerosité des sacs en plastique pour la faune aquatique. Elle montre aussi que les sacs biodégradables ne sont pas une alternative satisfaisante s'ils sont immergés avant d'être dégradés.
Les effets de sacs plastique ou biodégradables expérimentalement immergés de manière à former une « litière de plastique » ont été testés au fond d'une zone de marais saumâtre près de Dublin. Un secteur a été couvert de sacs en polyéthylène classiques et un autre couvert de plastiques biodégradables à base d'amidon ; tant que ces sacs ne sont pas dégradés (après 9 semaines dans ce cas), les effets des sacs biodégradables sont aussi négatifs que ceux de déchets de plastique non-biodégradable, non seulement pour les oiseaux, tortues ou mammifères qui les ingéreraient mais aussi pour « des communautés entières de la faune, y compris les invertébrés ». Dans ou sous tous ces sacs en plastique, le taux d'oxygène avait fortement chuté, de même que le taux des chlorophylles A et C (divisés par deux environ), ainsi que le nombre des organismes du sédiment (divisé par 6 dans les deux cas) alors que le taux d'ammonium est lui doublé, évoquant des conditions anoxiques (par ailleurs peu propices à la biodégradation). Une étude similaire est prévue en eau profonde en Arctique.
Par ailleurs, selon le Programme des Nations unies pour l'environnement, l'incinération des sacs en plastique est source de pollution atmosphérique. D'autres organismes, comme le ministère de l'Environnement du Saskatchewan (Canada) ont émis des préoccupations similaires, sur la base notamment d'une étude de Valavanidid et al..

## Interdictions et mesures de protection de l'environnement
Les problèmes posés par l'usage massif des sacs en plastique ont conduit des gouvernements, régions et des villes, à prendre des mesures de taxation, limitation ou d'interdiction.

### Europe

#### Union européenne
En 2015, le Parlement européen signe un texte sur la réduction des sacs plastique à usage unique. L'accord prévoit une réduction progressive de l'utilisation des sacs plastique. En 2019, chaque État membre devra réduire son utilisation à 90 sacs plastique par personne et par an, puis à 40 sacs en 2025. Le recours aux sacs plastique est très différent d'un pays à l'autre au sein de l'Union européenne. Les meilleurs élèves sont le Danemark et la Finlande avec une utilisation de 4 sacs par an et par habitant. Les mauvais élèves sont le Portugal, la Pologne et la Slovaquie où la consommation s'élève à 450 sacs plastique par habitant et par an.
Selon l'industrie plasturgique française et européenne, cette interdiction aurait « plutôt un effet bénéfique » car ces sacs fins en plastique étaient depuis longtemps importés à 98 % de Chine.

#### Belgique
Les sacs de caisse en plastique fins seront interdits en Wallonie à partir du 1er décembre 2016.

#### Danemark
Le Danemark fait figure de pionnier en instaurant une taxe sur les sacs en plastique dès 1994.

#### France
Plusieurs régions telles que la Corse ont pris des mesures contre les sachets plastiques car, abandonnés dans la nature, ils défiguraient le paysage. De même à Mayotte, les sacs plastique à usage unique sont interdits depuis le 1er janvier 2006 par arrêté préfectoral.
En décembre 2005, une loi votée par l'Assemblée nationale fixe au 1er janvier 2010 la date à laquelle tous les sacs plastique non biodégradables doivent être interdits. Cependant, en décembre 2006, la Commission européenne estime que ce texte n'est pas conforme à la directive 94/62/CE qui exige une valorisation des déchets d'emballage sans imposer le compostage. Aussi, en 2010, les sacs plastique non biodégradables sont toujours disponibles aux caisses des principaux supermarchés de France métropolitaine.

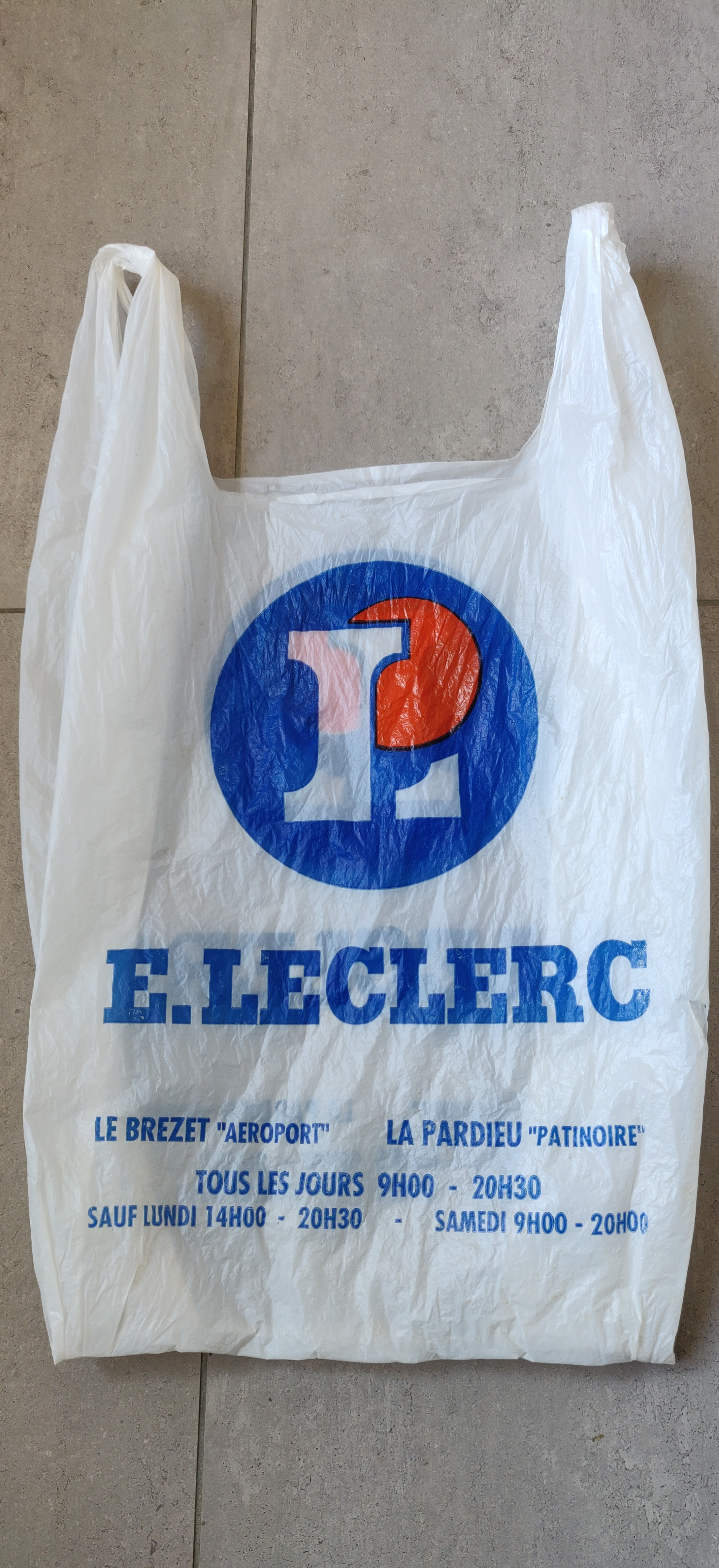
Sac plastique de marque E.Leclerc des années 1990, désormais interdit à la distribution en France.

La France a décidé de taxer les sacs de caisse à usage unique non biodégradables à partir du 1er janvier 2014. La consommation de sacs de caisse est passée de quinze milliards d'unités en 2003 à environ huit cents millions en 2010, notamment grâce à la suppression de leur gratuité. Mais en 2014, si le nombre de sacs plastique distribués dans les supermarchés a encore diminué et est passé à sept cents millions d'unités, 17,7 milliards de sacs plastique étaient encore distribués, principalement dans les commerces de proximité et pour la vente en vrac de fruits et légumes et de produits vendus à la découpe.
En 2014, l'Assemblée nationale va donc plus loin et vote l'interdiction des sacs de caisse en plastique à usage unique à partir du 1er janvier 2016. Cette interdiction est finalement reportée au 1er juillet de la même année ; les sacs en matières plastiques à usage unique destinés à l’emballage de fruits et légumes en vrac sont eux interdits depuis le 1er janvier 2017.
Les sacs conçus pour se fragmenter en morceaux de plus en plus petits après exposition à la lumière (dits oxofragmentable, ou oxodégradables grâce à un additif généralement à base de cobalt (métal toxique et écotoxique) sont interdits en France depuis le 1er juillet 2015 (par la loi relative à la transition énergétique pour la croissance verte).
En 2015, environ 17 milliards de sacs plastique ont été distribués en France, dont 700 millions concernés par le décret d'interdiction entrant en vigueur en juillet 2016.
En 2016, le 1er juillet tout sac de caisse gratuit à usage unique devient interdit, pour tout type de commerce, ainsi que tout sac dont l'épaisseur est de moins de 50 micromètres. Au 1er janvier 2017, les empaquetages de formulaires et magazines (films de routage) seront aussi concernés ; seuls les sacs biodégradables en conditions de compostage domestique seront autorisés (en papier ou plastiques biosourcés). Pour aider les industriels à la transition, la mesure est progressive : au moins 30 % de la matière plastique devra être biosourcé à partir de 2017, 40 % à partir de 2018, 50 % à partir de 2020 et 60 % à partir de 2025. La part non-végétale du plastique pourra provenir de ressources fossiles, mais devra être formulée pour être biodégradable (ex polycaprolactone créé dans les années 1960, ou polyester Ecoflex).

#### Irlande
En 2002, l'Irlande impose une taxe de quinze centimes par sac de caisse. Ce prélèvement a permis de favoriser l'usage de sacs plastique recyclables, tout en rapportant 9,6 millions d'euros réinvestis dans un fond destiné à la gestion de déchets. La consommation en Irlande aurait chuté de 90 %,.

#### Italie
Depuis 2011, l'Italie interdit les sacs en plastique.

#### Portugal
Devant se conformer à l'accord signé au Parlement européen, le Portugal impose, en février 2015, un prix de 10 centimes d'euros et une TVA à chaque achat de sac plastique afin de réduire leur utilisation à 35 unités par habitant et par an.

#### Suisse
Début 2009, Migros Genève supprime les sacs de caisse gratuits en plastique fin. Migros Vaud lui emboîte le pas en 2013. En 2016, les parlementaires abordent la question de l'interdiction des sacs plastique. Un accord est trouvé avec les membres du secteur de la grande distribution pour interdire les sacs de caisse gratuits dans tous les magasins du pays sauf ceux se trouvant dans les gares. La mesure entre en vigueur entre le 24 octobre 2016 et le printemps 2017 pour les magasins Coop, et le 1er novembre 2016 pour les enseignes Migros qui ne l'appliquent pas encore. Les deux groupes de distribution réalisent plus de 70 % des ventes de produits alimentaires en Suisse.

### Amérique du Nord

#### États-Unis
En 2012, Los Angeles, où près de 19 % des déchets de la ville sont composés de sacs plastique, devient la 45e ville de Californie à adopter l'interdiction des sacs en plastique.
En février 2014, l'État de Hawaï vote une interdiction des sacs en plastique.
En avril 2014, Rincón est la première ville de Porto Rico à interdire les sacs en plastique.
Après que le Sénat l'a adoptée en août 2014, la Californie ratifie en novembre 2016 une loi visant à interdire les sacs en plastique à usage unique.
À l'inverse, en décembre 2016, l'État du Michigan promulgue une loi interdisant aux municipalités d'interdire, de réguler ou de taxer l'usage, la distribution ou la vente de sacs en plastique ou tout autre contenant en plastique. Des lois semblables sont aussi en vigueur dans l'Arizona, l'Idaho et le Missouri.

#### Haïti
En Haïti, le gouvernement interdit les sacs en plastique non biodégradables depuis octobre 2012.

#### Québec
Au Québec, des municipalités comme Deux-Montagnes et Huntingdon ont interdit l'utilisation des sacs de plastique. À Montréal, les sacs de plastique léger sont réglementés.
En mars 2014, la ville de Québec commence à recycler les sacs en plastique.
Afin de diminuer leur utilisation, la plupart des chaines de distribution alimentaire ont rendu les sacs payants.

### Asie

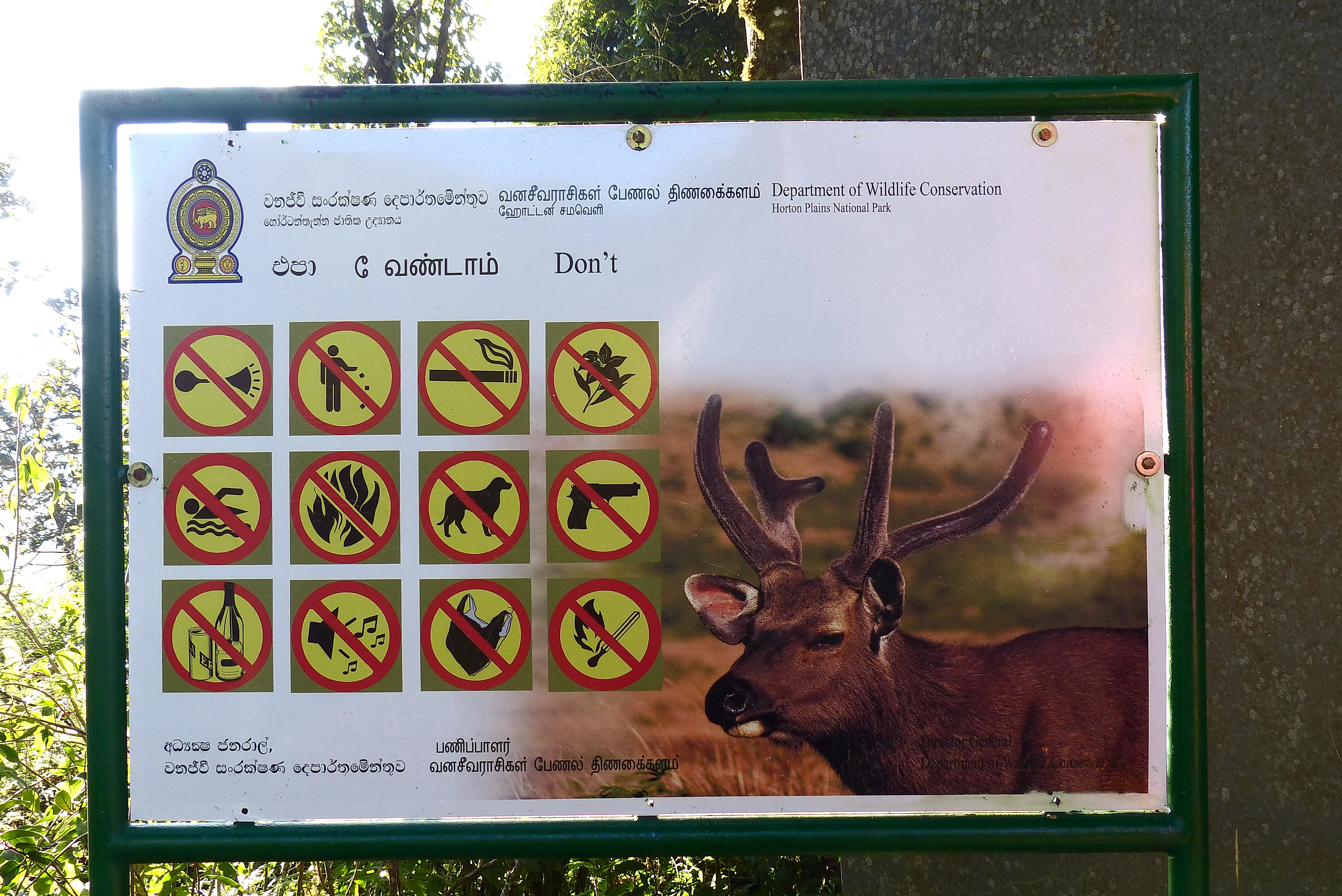
Panneau à l'entrée du parc national de Horton Plains, dans le centre du Sri Lanka (2014) : parmi les objets interdits figurent les sacs plastique.

#### Bali
Un mouvement porté par deux jeunes sœurs balinaises a été lancé en 2013 pour promouvoir l'interdiction des sacs en plastique sur l'île de Bali d'ici 2018. Melati et Isabel Wijsen ont évoqué leur campagne « Bye bye plastic bags » lors d'une conférence TED à Londres en septembre 2015. Après les avoir rencontrées, le gouverneur de Bali s'est engagé à interdire les sacs en plastique en 2018, ce qui a été fait.

#### Bangladesh
En 2002, le Bangladesh est le premier pays à ordonner une interdiction des sacs en plastique, qui avaient aggravé les inondations à Dacca en empêchant l'évacuation des eaux dans les égouts.

#### Chine
En 2008, la Chine a interdit la distribution de sacs en plastique gratuits dans les supermarchés ; elle a étendu en 2011 cette interdiction aux commerces de proximité, pharmacies et librairies.

#### Inde
En 2012, le gouvernement de Delhi décrète qu'il sera dorénavant interdit de fabriquer et d'utiliser des sacs en plastique dans la capitale.

#### Oman
Les sacs en plastique à usage unique sont interdits à partir du 1er janvier 2021. Les rivages du sultanat comptent des espèces de tortues menacées par la pollution au plastique,.

### Afrique

#### Afrique du Sud
En 2003, l’Afrique du Sud interdit les sachets en plastique d’une épaisseur de moins de trente micromètres et introduit une taxe sur les plastiques dont une partie est versée à une compagnie de recyclage.

#### Île Rodrigues
Les sacs plastique sont interdits depuis juin 2014.

#### Madagascar
En octobre 2014, le gouvernement de Madagascar promulgue un décret fixant l'interdiction des sacs en plastique au 1er mai 2015.

#### Kenya
Depuis le 28 août 2017, le Kenya interdit la fabrication, l'importation et l'utilisation des sacs en plastique.

#### Mali
Au 1er janvier 2013, l'État a interdit la production, l'importation, la commercialisation et l'usage de sacs en plastique non biodégradables.

#### Maroc

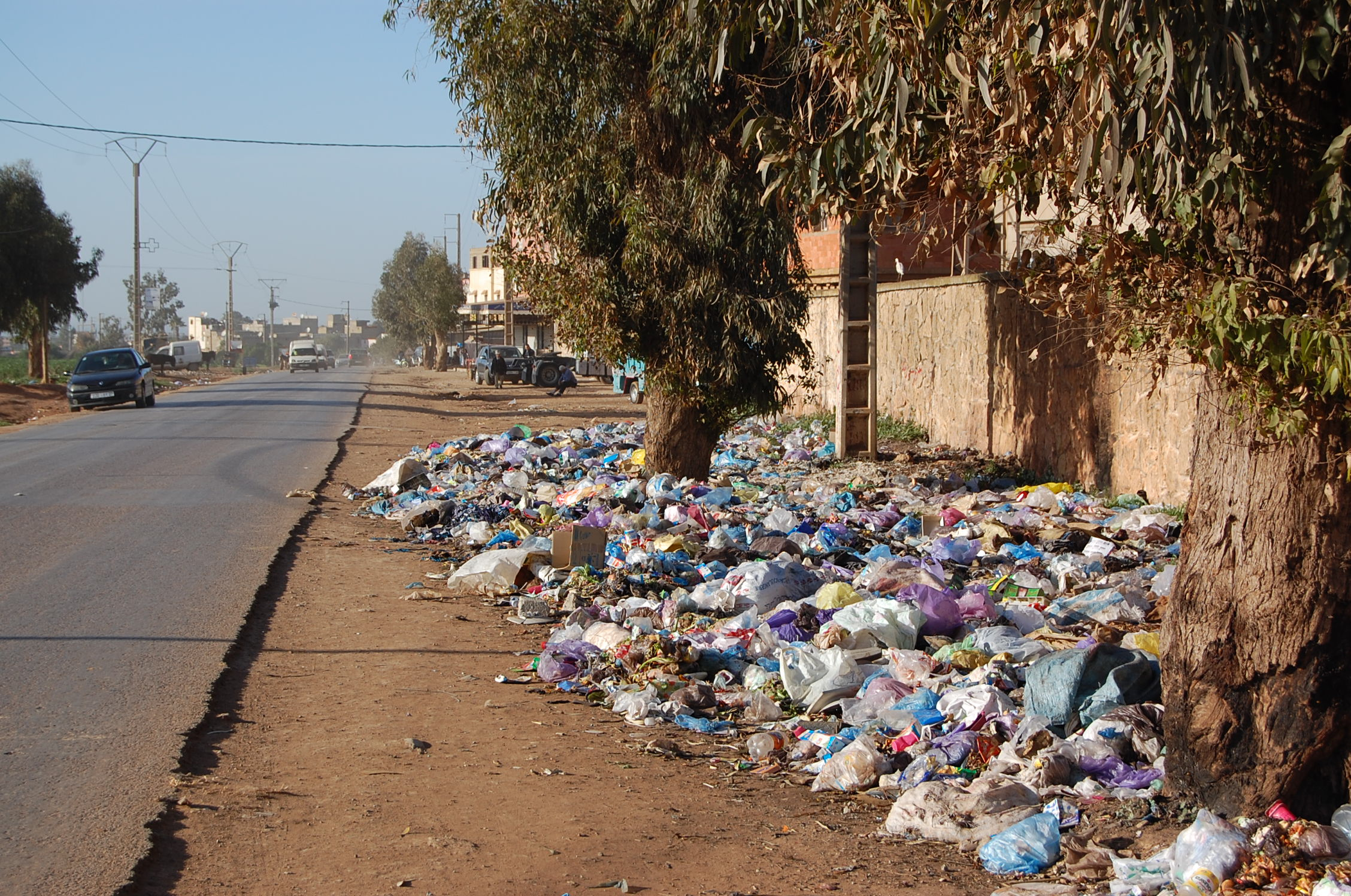
Accumulation de sacs plastique au Maroc en 2013.

Au Maroc, le parlement marocain a adopté en 2011 à l'unanimité un projet de loi relatif à l'utilisation des sacs et sachets en plastique dégradables ou biodégradables. Le Royaume a décidé de bannir la fabrication et la commercialisation des sacs en plastique à partir du 1er juillet 2016. Cette décision s'inscrit dans le cadre de l'organisation de la COP22 en novembre 2016 au Maroc.

#### Mauritanie
Depuis le 1er janvier 2013, la production, l'importation, la commercialisation et l’usage de sacs en plastique non biodégradables sont interdits en Mauritanie. Or une nouvelle loi a été adoptée en janvier 2016 pour interdire et sanctionner « la fabrication, l’importation, la distribution, la commercialisation et l’usage des sacs et sachets plastiques souples ».

#### Rwanda
Au Rwanda, les sacs en plastique sont interdits depuis 2004. La loi est entrée en vigueur en 2008. Elle sanctionne très sévèrement le trafic et la commercialisation des sacs. La ville de Kigali est considérée comme la ville la plus propre d'Afrique et l'ONU-Habitat lui a décerné le titre de « Meilleure capitale africaine » en 2008.

#### Sénégal
Le parlement a adopté en 2015 une loi interdisant les sacs en plastique fins. La loi est entrée en vigueur six mois plus tard.

### Océanie

#### Nouvelle-Zélande
En aout 2018, la Nouvelle-Zélande annonce son intention d'interdire les sacs plastique à usage unique au cours de l'année suivante. Le 1er juillet 2023, la mesure est étendue aux sacs fins utilisés pour l'emballage des fruits et légumes dans les supermarchés. La Nouvelle-Zélande est le premier pays à interdire ce type de sac.

## Alternatives

### Sacs en plastique oxo-fragmentables
Ce terme est défini par le document CEN 15351 du comité européen de normalisation, mais plusieurs termes (parfois non-synonymes) ont caractérisé cette technologie de plastiques additivés : « dégradable », « totalement dégradable », « oxo-dégradable », « oxo-biodégradable » ou « photo-oxo-dégradable ».
Le 16 janvier 2018, la Commission européenne adresse un rapport au Parlement européen et au Conseil de l'Union européenne à propos des incidences sur l'environnement de l'utilisation des plastiques oxodégradables, notamment des sacs en plastique oxodégradables. Elle conclut :

« Étant donné l’absence de preuves concluantes d’un effet bénéfique sur l’environnement et les indications portant plutôt à croire le contraire, et compte tenu des allégations trompeuses formulées à l’intention des consommateurs et des risques d'incidence négative sur la propension de ces derniers à abandonner leurs détritus, il convient d’envisager des mesures à l’échelle de l’Union européenne. Un processus visant à restreindre l’utilisation des oxoplastiques dans l’Union va donc être engagé dans le cadre de la stratégie de l’UE sur les matières plastiques. »

En France, depuis le 19 août 2015, la production, la distribution, la vente, la mise à disposition et l’utilisation d’emballages ou de sacs fabriqués, en tout ou partie, à partir de plastique oxo-fragmentable, sont interdites. Un plastique oxo-fragmentable est dégradable mais non assimilable par les micro-organismes et non compostable conformément aux normes en vigueur applicables pour la valorisation organique des plastiques.
Ces plastiques peuvent éventuellement être biosourcés, sachant que biosourcé [issu de canne à sucre par exemple] ne signifie pas nécessairement biodégradable et qu'un plastique biodégradable peut être d'origine pétrochimique.

#### Avantages
Le principe de l'oxo-dégradabilité est celui d'une oxydation accélérée par l'action combinée de la lumière, de la chaleur, du stress mécanique, de l'oxygène. Cette réaction est catalysée par les UV solaires et par un catalyseur chimique (souvent à base de métal, cobalt par exemple).
Des thermo- et photo-inducteurs et « molécules pro-oxydantes » soigneusement dosés peuvent « programmer » la durée de vie du matériau (en permettant une réduction de la masse moléculaire du polymère par oxydation dans un temps déterminé et mesurable) ; en cas d'abandon, les produits oxo-biodégradables se désintègrent dans la majeure partie des environnements.
Ainsi le polyéthylène (PE) n'est ni biodégradable ni dégradable à échelle humaine de temps, mais un catalyseur (« additif pro-dégradant ») introduit lors de sa fabrication peut rendre fragmentable un film de ce plastique. En favorisant chimiquement la rupture des chaînes moléculaires hydrocarbonées composant la matière, il devient oxydable par l'air, la chaleur, le soleil, puis se fragmente. La  biodégradation des fragments qui en résultent se fera après de longues années (un siècle environ). Ce phénomène peut être contrôlé par des antioxydants ; il est irréversible[réf. nécessaire]. En cas d'abandon dans la nature, au bout d'une quinzaine de mois (cette durée est programmable par la formulation et dépend des conditions climatiques), le polymère devient fragmentable, fragile, il perd ses propriétés mécaniques.

#### Inconvénients
Les matériaux oxo-dégradables ou oxo-biodégradadables  ne sont plus recyclables, et les premiers ne sont pas compostables au sens de la norme NF EN 13432 (norme concernant la compostabilité industrielle et non la mesure de la biodégradabilité en milieu naturel) ; cette technologie vise à limiter leur l'impact visuel et physique en cas d'abandon dans l'environnement. Ils continuent à poser problème dans l'environnement aquatique. Ils ne sont pas conformes à la norme EN 13432 qui définit des conditions de compostabilité industrielle d'un emballage. Il faut différencier biodégradation en compostage industriel, soit avec des températures de 58 °C, et les conditions de biodégradation rencontrées dans l'environnement. Un produit compostable peut ne pas être biodégradable dans l'environnement.
Un PE additivés ne doit pas être collecté pour le recyclage avec les plastiques traditionnels, car il n'est plus recyclable.
Toxicité : les premiers additifs fragmentant les plastiques (développés pour désintégrer le plastique des paillages agricoles) était des dithiocarbamates. Toxiques et écotoxiques, ils sont désormais interdits. Ils ont été remplacés par quatre sels (stéarates) de métaux (cobalt, manganèse , etc.) également capables d'induire l'oxo-biodégradation du polyéthylène (d'origine fossile ou non), mais contenant des métaux parfois toxiques (par exemple du cobalt).
En Europe les additifs doivent être conformes aux normes en vigueur REACH et OCDE. Pour certains usages (contact alimentaire selon normes CE et FDA…), ils doivent être testés selon les normes en vigueur (dont en termes d'écotoxicité pour les sols et l'eau). Un référentiel AFNOR (AC 51-808, de mars 2012) encadre les tests de ces matériaux.

### Polyéthylène vert
- En juin 2007, la compagnie brésilienne Braskem a annoncé la certification d'un polyéthylène « vert », 100 % synthétisé à partir d'éthanol issu de canne à sucre. L'analyse du cycle de vie de ce matériau reste médiocre mais les efforts des chercheurs se poursuivent. L'innovation réside dans le biosourcage des monomères et le moindre recours au carbone fossile, mais la chimie vert pourrait ainsi détourner des cultures à vocation alimentaire. De plus, le polyéthylène vert met autant de temps à se dégrader dans le milieu naturel que le PE issu du pétrole (entre dix et vingt ans[réf. nécessaire]). Une solution serait d'additiver le PE vert pour le rendre oxo-biodégradable (mais les additifs efficaces sont souvent toxiques).
- Le Néosac, invention française, est en polyéthylène additivé présentant une résistance mécanique comparable à celle d'un plastique normal.

Il est selon ses promoteurs biodégradable par oxo-dégradation, car se fragmentant en morceaux de plus en plus petits jusqu'à disparaître (au bout d'environ trois mois sur le sol). L'impact visuel des sacs - accrochés aux arbres par exemple - sera moins long. La structure moléculaire peu à peu altérée du polymère rendra ses derniers fragments (particules oxydées) bioassimilable par les micro-organismes, phénomène largement admise par la communauté scientifique[réf. nécessaire]. Selon le producteur, les additifs qu'il contient sont conformes aux normes en vigueur REACH et OCDE.

### Incorporation de matière amylacée
Une invention d'origine italienne permet de fabriquer des sacs grâce à une combinaison entre l'amidon du maïs et un polyester aliphatique aromatique d'origine pétrolière. Ces nouvelles résines sont appelées « plastiques compostables » car elles répondent aux normes internationales de compostabilité. Le procédé de fabrication et les machines de production sont les mêmes qu'avec le polyéthylène, sauf que la matière première est remplacée par des granulés obtenus à partir d'amidon de maïs ou de farine de maïs. Celui-ci est garanti, selon les fabricants, sans OGM, car la production du maïs n'est pas uniquement européenne. L'Asie devient un acteur majeur. Les sacs produits ressemblent à ceux en plastique avec des caractéristiques de résistance mécanique largement différentes. Ils sont en effet sensibles à l'humidité et donc inaptes au transport des matières trop chargées en eau. Leur fabrication dégage une odeur biscuitée. Ces sacs sont donc partiellement d'origine végétale (~30 %) et partiellement d'origine pétrolière (~70 %). La part d'origine pétrolière est nécessaire à la souplesse du produit, elle est absente des produits rigides de type barquette. Les sacs sont conformes à la norme EN 13432, qui garantit quatre paramètres inaccessibles aux autres matières plastiques :
- biodégradabilité supérieure à 90 % au bout de six mois en compostage industriel ;
- la désintégration au bout de douze semaines selon des critères de compostages industriels, il y a un maximum de 2 % des fragments ayant un diamètre de plus de 2 mm ;
- absence de métaux lourds ;
- absence d'écotoxicité pour les plantes (évaluation sur la germination et sur la biomasse).

D'autre part, le coût de fabrication actuel est quatre à six fois supérieur à celui du polyéthylène. Le Mater-Bi, nom commercial des granulés de copolymère à base d'amidon de maïs, permet par ailleurs de fabriquer la plupart des produits actuellement en plastique. Il existe également des procédés faisant appel à d'autres graminées ou à de l'amidon de pomme de terre.
Enfin, l'unique plastique compostable fabriqué en France s'appelle « biolice ». Sa fabrication est basée sur l'incorporation de farine de maïs issue d'un simple broyage. Cela tranche avec l'amidon ou la fécule, qui nécessitent une extraction exigeant beaucoup d'eau et d'énergie.
Des logos existent indiquant la biodégradabilité, notamment « OK compost » qui n'indique pas que le plastique est biodégradable dans un compost domestique, mais uniquement dans une installation industrielle, sauf si la mention « Home » est présente,.

### Biopolymères PHA
Les biopolymères PHA sont fabriqués à partir de micro-organismes ; ils présentent donc l'avantage de ne pas être fabriqués à partir de pétrole. Des sacs fabriqués avec des biopolymères PHA, imaginés par des scientifiques italiens du Parc scientifique et technologique de Sicile, ont été présentés en 2010 à l'exposition universelle de Shanghai.
L'incorporation de biopolymères PHA à de la matière amylacée permet de fabriquer des sacs entièrement végétaux. Ces sacs sont compostables et conformes à la norme EN 13432. Ils constituent, avec les sacs papiers, les sacs réutilisables et les sacs en tissus, une réponse à l'interdiction des sacs plastique.

### Cabas réutilisables
En France, de nombreuses enseignes de grande distribution vendent des cabas réutilisables. La grande majorité d'entre elles échangent les cabas si ceux-ci sont hors d'usage.
Liste non exhaustive d'enseignes :
| Enseigne     | Échange en cas de cabas hors d'usage |
| ------------ | ------------------------------------ |
| Auchan       | Oui                                  |
| Carrefour    | Oui                                  |
| Colruyt      | Oui                                  |
| E.Leclerc    | Oui                                  |
| Leader Price | Non                                  |
| Lidl         | Non                                  |
| Super U      | Oui                                  |

## Collection et œuvres d'art
L'Association des collectionneurs de sacs plastique publicitaires (ACSPP, créée à Toulon en 2002) a réuni une collection unique au monde de 27 000 sacs plastique publicitaires. Son fondateur a commencé cette collection en 1984 ; elle entre dans le Livre Guinness des records en 2001.
L'artiste Claude Briand-Picard réalise des œuvres d'art à partir de sacs plastique.
Depuis la fin des années 1990, l'artiste Georges-Pascal Ricordeau réalise lui aussi des sculptures de formes multiples, monochromes et polychromes, à partir de sacs plastique tressés.